# Переход Исландии на правостороннее движение
Переход на правостороннее автомобильное движение в Исландии или День «H» (исл. H-dagurinn или Hægri dagurinn) — день, когда Исландия перешла с левостороннего на правостороннее автомобильное движение. Переход произошёл 26 мая 1968 года в 6:00 утра.

## История
Когда в 1793 году Дания переходила на правостороннее движение, Исландия, будучи на тот момент под управлением Дании, не поменяла сторону движения из-за низкой интенсивности движения на дорогах, а планировавшийся в начале XX века переход на правостороннее движение был прерван из-за Второй мировой войны, так как в это время страна находилась под британской военной оккупацией и военного дорожного трафика было больше, чем гражданского.
13 мая 1964 года парламент Исландии (альтинг) сделал следующее заявление: «Альтинг настоятельно рекомендует правительству как можно скорее изучить, как лучше совершить переход на правостороннее движение».
В 1965 году был принят закон, согласно которому в 1968 году Исландия перейдёт на движение по правой стороне дороги. Решение Швеции в 1967 году изменить движение в своей стране на правостороннее, чтобы таким образом привести его в соответствие с другими скандинавскими странами, также оказало влияние на решение исландского правительства. Ещё одной причиной стало увеличение потока туристов из США и континентальной Европы.
Для выполнения этой задачи была собрана Комиссия по дорожному движению (исл. Umferðarnefnd). Издержки перехода составили более 33 млн крон для переоборудования автобусов и 12 млн крон для изменения инфраструктуры. В ночь перед сменой были заменены 1662 дорожных знака по всей стране, а всего было заменено 5727 дорожных знаков.
Единственным пострадавшим в день перехода стал мальчик на велосипеде, который сломал ногу.
В соответствии с эффектом Пельцмана число дорожно-транспортных происшествий резко сократилось после перехода, так как водители поначалу были более внимательны на непривычной стороне дороги, однако вскоре число ДТП вернулось к допереходным показателям.